# Sudkov
Sudkov (deutsch Zautke) ist eine Gemeinde in Tschechien. Sie liegt sechs Kilometer südwestlich von Šumperk und gehört dem Okres Šumperk an.

## Geographie
Sudkov befindet sich in der Müglitzer Furche (Mohelnická brázda) linksseitig der Desná oberhalb deren Mündung in die March. Nordöstlich erhebt sich der Dražník (506 m) und im Nordwesten die Brousná (364 m). Im südlichen Teil des Dorfes liegt der Teich Sudkovský rybník. Am gegenüberliegen Flussufer erfolgte Abzweig der Bahnstrecken von Česká Třebová nach Mohelnice und von Zábřeh nach Šumperk. Dort befindet sich auch der Bahnhof Bludov.
Nachbarorte sind Bludov im Norden, Dolní Studénky im Nordosten, Dlouhomilov im Osten, Brníčko im Südosten, Kolšov und Pazderna im Süden, Postřelmov im Südwesten, Postřelmůvek im Westen sowie Chromeč im Nordwesten.

## Geschichte
Die erste schriftliche Erwähnung von Sudkov erfolgte im Jahre 1353 in der Landtafel, als Paul der Jüngere von Sovinec das halbe Dorf von seiner Mutter Anna zugeschrieben bekam. 1373 verkauften die Herren von Sovinec das Dorf an den Burghauptmann von Mürau. Nachfolgende Besitzer waren seit dem Ende des 14. Jahrhunderts die Herren von Schönwald und im 15. Jahrhundert die Herren von Zwole. Während der Machtkämpfe zwischen Georg von Podiebrad und Matthias Corvinus wurde die Gegend zwischen 1468 und 1471 von ungarischen und deutschen Heeren heimgesucht und geplündert. Dabei wurde auch die benachbarte Burg Brníčko und beide Festen in Kolšov zerstört. 1480 verkaufte Markvart von Zwole im Zusammenhang mit der auf den Fluren des wüsten Dorfes Závořice beabsichtigten Errichtung der Zadworschitzer Teichen das Dorf an Georg Tunkl von Brníčko. Dieser schlug es 1490 der vereinigen Herrschaft Hohenstadt zu. 1516 bestand das Dorf aus 16 Anwesen. Seit 1567 ist die Existenz der Sudkover Mühle und einer herrschaftlichen Walke nachweisbar. Nach der Schlacht am Weißen Berg wurden die vier Herrschaft von Ladislav Velen von Zerotein, der Hohenstadt seit 1589 besaß, konfisziert und 1622 an gegen einen geringen Obolus an Karl von Liechenstein überlassen. Im Dreißigjährigen Krieg verödete das Dorf und 1690 hatte es wieder 28 Wirtschaften. 1814 bestand das Dorf aus 73 Häusern und hatte 529 Einwohner.
Nach der Aufhebung der Patrimonialherrschaften bildete Sudkov / Zautke ab 1850 eine politische Gemeinde im Bezirk Hohenstadt. 1862 erhängte sich der letzte Müller von Sudkov, Johann Pulkert, der die Mühle seit 1829 besaß. Die Mühle erwarb im Jahr darauf der Mährisch Schönberger Unternehmer Ignaz Seidl und errichtete an ihrer Stelle eine mechanische Spinnerei, die 1864 in Betrieb ging.
Im Jahre 1900 bestand Sudkov aus 90 Häusern und hatte 963 Einwohner. 1922 entstand die Brücke über die Desná. 1930 lebten in den 173 Häusern des Ortes 1548 Menschen, davon 154 Deutsche. Nach dem Münchner Abkommen wurde der Ort 1938 dem Deutschen Reich zugeschlagen und gehörte bis 1945 zum Landkreis Hohenstadt. 1939 lebten in Zautke 1450 Menschen. Die Textilfabrik Seidl wurde 1945 verstaatlicht; heute ist das Unternehmen als Moravolen Šumperk weiterhin größter Arbeitgeber im Ort. Nach der Auflösung des Okres Zábřeh kam die Gemeinde mit Beginn des Jahres 1961 zum Okres Šumperk.

## Gemeindegliederung
Für Gemeinde Sudkov sind keine Ortsteile ausgewiesen.

## Sehenswürdigkeiten
- Kirche St. Prokop, errichtet 1795
- Bethaus der Evangelischen Kirche der Böhmischen Brüder, errichtet 1937